# Zuidelijke kuifcaracara
De zuidelijke kuifcaracara (Caracara plancus plancus) is een roofvogel die voorkomt in Zuid-Amerika. Deze vogel werd in 1777 door John Frederick Miller geldig beschreven en afgebeeld als aparte soort Falco plancus. De zuidelijke kuifcaracara staat op de IOC World Bird List als ondersoort van de kuifcaracara. De noordelijke kuifcaracara werd in 1784 door Nikolaus Joseph von Jacquin geldig beschreven als aparte soort Falco Cheriway.

## Kenmerken
De zuidelijke kuifcaracara heeft een lengte van 50 tot 56 cm en een gewicht van 1150 tot 1600 gram. Deze  kuifcaracara is donkergrijsbruin met een roomwitte kop en hals. De borst, de staart en de vleugeluiteinden zijn zwart-wit gebandeerd. Verder valt de forse oranje washuid aan de snavelbasis op en ook de zwarte kruin, de lange, gele poten en de zeer korte tenen. Er is geen verschil in uiterlijk tussen de beide geslachten.

## Verspreiding en leefgebied
De zuidelijke kuifcaracara komt voor in Zuid-Amerika, vanaf noordelijk Bolivia tot oostelijk Brazilië tot en met de archipel Tierra del Fuego en de Falklandeilanden. Graslanden en landbouwgebieden zijn hun leefgebieden. Het meest algemeen komt de zuidelijke kuifcaracara in laaglandgebieden voor, maar deze soort wordt ook wel in hogere gebieden gezien.